# Gyarong
| Tibetische Bezeichnung                       |
| -------------------------------------------- |
| Wylie-Transliteration: rgyal mo tsha ba rong |
| Andere Schreibweisen: Gyelmo Tshawarong      |
| Chinesische Bezeichnung                      |
| Vereinfacht: 嘉摩擦瓦绒                      |
| Pinyin:Jiāmó Cāwǎróng                        |

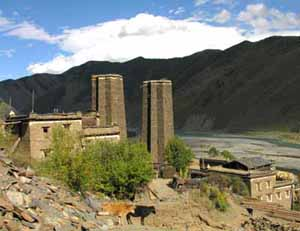
Wehrtürme sind typische Bauten in den schluchtenreichen Gegenden des Gyarong und im benachbarten Minyag

Gyarong (von tibet. rgyal mo rong, das „Tal der (heiligen Berggöttin) Gyalmo Mordo“; chines. Jiarong) ist ein historischer Landschaftsraum im östlichsten Teil der osttibetischen Region Kham, dort wo das Hochland von Tibet in die Schluchtenlandschaften der Flüsse Min Jiang und Dadu He kurz vor ihrem Austritt ins Rote Becken der Provinz Sichuan übergeht.
Das Gyarong gehört heute überwiegend zum Autonomen Bezirk Ngawa (Aba) der Tibeter und Qiang (Aba Zangzu Qiangzu zizhizhou). Lediglich der Kreis Danba ist im Autonomen Bezirk Garzê der Tibeter (Ganzi Zangzu zizhizhou) gelegen. Gemeinsam bilden die Bezirke den Nordwesten der Provinz Sichuan, zu der sie seit der Gebietsreform unter der Qing-Dynastie 1728 gehören.
Die verschiedenen Schluchten und Talschaften wurden dereinst pauschal als die 18 Gyarong-Fürstentümer bezeichnet. Aus der Sicht von Lhasa-Tibetern ist der Gyarong Teil von Kham, dessen „Grenzen“ jedoch häufig sehr unbestimmt sind, da es sich dabei nicht um eine administrative Gliederung handelt.

## Bewohner
Die Einwohner des Gyarong, die Gyarongpa, heben sich in ihrer Identität von jener der Khampas ab. Es handelt sich dabei auch nur teilweise um Tibeter, teilweise auch um tibetisierte Bevölkerungsanteile, Qiang und Han-Chinesen (insbesondere in den Städten und größeren Dörfern). Eine Sonderstellung nehmen die rund 200.000 Qiang ein. Von den Zentraltibetern Jang ('jang) genannt, werden sie von ihnen als einer der Tibeterstämme Khams betrachtet. Ihre Kultur trägt indes deutlich eigene Züge, und ihre tibetobirmanische Sprache ist ebenfalls ein eigenes Idiom. Die benachbarten Stämme im Gyarong betrachten sich teilweise selbst als Tibeter, oder Khampa, wobei nicht wenige Gyarongpa ihre eigene kulturelle Identität zur Sprache bringen.
Artikel zur Sprache: Gyalrong-Sprachen, Qiang-Sprachen